# حب، بلوچستان
حب (به انگلیسی: Hub) یک شهر در پاکستان است.